# Alergia a alfa-gal
Alfa-gal es el nombre abreviado de la galactosa-alfa-1,3-galactosa, un oligosacárido presente en las células de muchos mamíferos, pero no en los seres humanos y monos del Viejo Mundo. Esta sustancia puede desencadenar reacciones alérgicas tras ingerir carne o vísceras de mamífero, principalmente vaca o cerdo, fenómeno que se denomina alergia a alfa-gal,  síndrome alfa-gal o alergia a la carne roja.

## Etiología

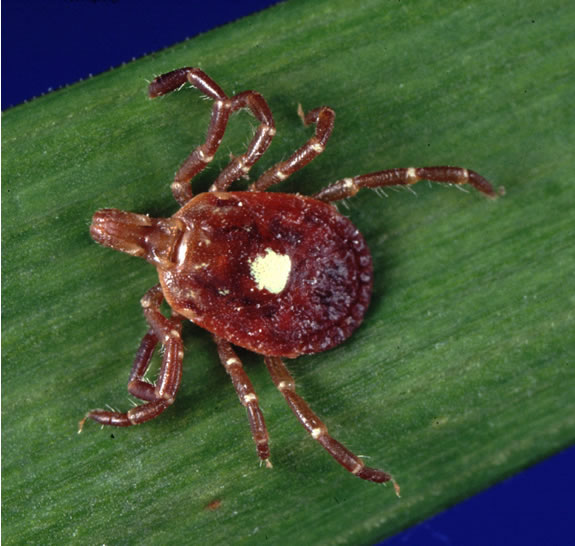
Amblyomma americanum

Se ha relacionado la alergia a alfa-gal con antecedentes de picadura de garrapata en los 6 meses previos a la aparición de los síntomas. Algunas especies de garrapata como Amblyomma americanum inoculan al picar alfa-gal que pasa a la sangre y provoca una respuesta inmune del organismo que fabrica anticuerpos de tipo IgE para neutralizar esta sustancia. Después de esta reacción, la ingesta de alimentos que contengan alfa-gal provoca respuestas alérgicas en algunos casos. Es preciso recalcar, no obstante, que no todas las alergias a la carne están provocadas por este mecanismo y que la mayor parte de las personas a las que le han picado garrapatas pueden continuar con su alimentación habitual sin presentar ninguna respuesta alérgica.

## Síntomas
Los síntomas consisten en la aparición de fenómenos alérgicos que se manifiestan principalmente en la piel en forma de urticaria y angioedema, o provocan manifestaciones generales (anafilaxia). Estos síntomas aparecen de forma característica entre 3 y 6 horas después de la ingesta de carne de vaca o cerdo, más raramente tras comer cordero conejo o caballo.

## Diagnóstico
Puede sospecharse por los síntomas y se confirma con pruebas cutáneas o de provocación oral ingiriendo cantidades controladas de riñón de cerdo que es muy rico en alfa-gal. También puede estudiarse la presencia en sangre de IgE específica anti alfa-gal.

## Tratamiento
Se recomienda a los pacientes afectados de este tipo de alergia no consumir carne o vísceras de mamífero. También se debe evitar la administración de determinados medicamentos como el cetuximab y prevenir las picaduras de garrapatas. En el caso de que la leche haya desencadenado en alguna ocasión la sintomatología, se recomienda evitarla.